# Preseľany
Preseľany (hongrois : Nyitrapereszlény) est un village de Slovaquie situé dans la région de Nitra.

## Histoire
Première mention écrite du village en 1280.

## Démographie

### Évolution de la population
| Année:               | 1994. | 2004.   | 2014.   | 2024.   |
| -------------------- | ----- | ------- | ------- | ------- |
| Nombre de personnes: | 1472  | 1494    | 1486    | 1509    |
| Différence:          |       | +1,49 % | -0,53 % | +1,54 % |

| Année:               | 2023. | 2024.   |
| -------------------- | ----- | ------- |
| Nombre de personnes: | 1524  | 1509    |
| Différence:          |       | -0,98 % |